# Jaśniska
Jaśniska – wieś na Ukrainie w rejonie jaworowskim należącym do obwodu lwowskiego.